# Мискинов, Александр Исаевич
Александр Исаевич Мискинов (14 февраля 1883 года, Москва — 14 октября 1936 года, Москва) — советский медик, кандидат наук, профессор. Директор (ректор) Омского медицинского института, Томского медицинского института и Томского университета.

## Биография
Родился в 1883 году в Москве в небогатой семье. Отец являлся приказчиком винной лавки, мать была крестьянкой выходкой из Тифлисской губернии.
Детство прошло в Грузии. В 1902 году окончил 2-ю Тифлисскую гимназию. После чего поступил на медицинский факультет Московского университета, который окончил в 1908 году. Работал врачом в Москве в частной психиатрической клинике.
В 1911 году переехал в Оренбург, в 1914 году, по рекомендации Владимира Петровича Сербского, стал главным врачом Оренбургской земской больницы. Работу совмещал с должностью главврача в губернской больнице.
С началом гражданской войны ушел на службу начальником санитарных частей Красной Армии.
С 1922 по 1929 годы работал: заведующим невропсихиатрической секции, заведующим отделом общей и специальной лечебной помощи, заместителем начальника в управлении Народного Комиссариата Здравоохранения РСФСР.
В 1929 году переехал в Омск, где стал директором (ректором) Омского медицинского института. С декабря 1931 года перешел на должность директора (ректора) Томского медицинского института, до октября 1932 года совмещал так же должность ректора Томского университета.
При его непосредственном участии в Томском университете были открыты НИИ математики и механики, а так же биологический факультет. При его нахождении во главе университета, был кардинально пересмотрен план научной и исследовательской деятельности вуза. Перед университетом были поставлены практические задачи государственной экономики, которые требовали решений в реальном времени. Среди этих задач можно выделить: северное земледелие, новые источники сырья, изучение и размещение естественно-производительных сил Сибири, изучение пищевой базы, реконструкция пушного хозяйства Сибири, рационализация рыбных промыслов.
В 1934 году вернулся в Москву, где занял должность заведующего отделом сельской сети Наркомата здравоохранения СССР.
Является автором ряд работ, посвященных организации здравоохранения и социальной гигиены в СССР.
Скончался в 1936 году в Москве.

## Труды
- К вопросу о борьбе с проказой // Изв. Наркомата здравоохранения. 1924. № 2-3;
- Профилактические задачи лечебной организации и невропсихиатрическая помощь // Сов. медицина в борьбе за здоровые нервы. 1926;
- Состояние дела с проказой, его задачи и перспективы в СССР // Проказа и борьба с ней в СССР. М., 1927;
- Очереди в амбулаториях должны быть изжиты // Бюллетень Народного комиссариата здравоохранения. 1927. № 21;
- Советское зубоврачевание и роль в нем П. Г. Дауге // Одонтология и стоматология. 1928. № 2.